# Movimentos LGBT
Movimentos civis LGBT são os movimentos sociais que defendem a aceitação das pessoas LGBT em sociedade. Embora não haja uma central abrangente que represente todas as pessoas LGBT e os seus interesses, as organizações de direitos LGBT são numerosas e estão espalhadas por vários países do mundo.
Um objetivo comum desses movimentos é a igualdade social para as pessoas LGBT. Alguns também focam na construção de comunidades LGBT ou trabalham em direção à libertação para a sociedade em geral a partir de bifobia, homofobia, lesbofobia e  transfobia. Os movimentos LGBT organizados são compostos por uma ampla gama de ativismo político e atividade cultural, incluindo marchas de rua, grupos sociais, mídia, arte e pesquisa acadêmica.

## História

### Origens

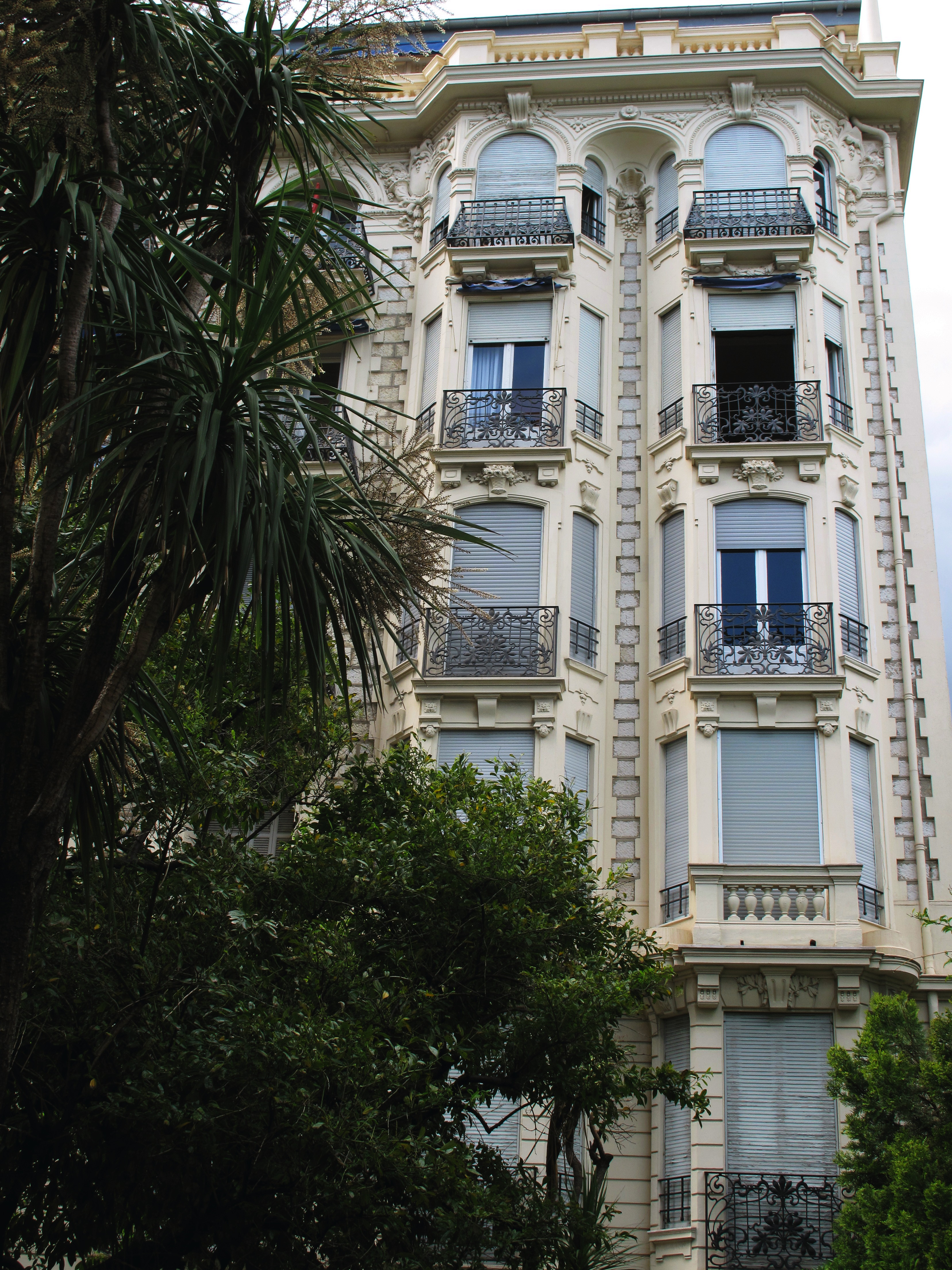
Apartamento em Nice, na França, onde morou o sexólogo Magnus Hirschfeld

Entre 1850 e 1933 houve também um importante movimento, na Europa central, de luta contra a criminalização dos actos sexuais entre pessoas do mesmo sexo e com as travestis. O país onde o movimento se organizou e fez intervenções públicas de forma mais consistente foi a Alemanha, tendo o sexólogo Magnus Hirschfeld sido o seu mais carismático líder. Mas a chegada dos Nazis ao poder acabou, através de uma repressão brutal, com o movimento (Hirschfeld era homossexual e judeu e teve de fugir).
Mas este movimento pecava por usar como argumento para combater a criminalização da homossexualidade a ideia de que se tratava de uma condição inata ainda mal estudada pela medicina (a Medicina estava a tomar o lugar da Igreja enquanto entidade controladora do opinião pública e das reformas da sociedade). Hirschfeld havia retomado a ideia do "Urning" (homem que ama outro homem) apresentada por Karl Heinrich Ulrichs (considerado o primeiro activista gay da era moderna, por ter publicado uma série de doze panfletos e ter assumido publicamente a sua homossexualidade). Tal como Ulrichs, Hirschfeld acreditava que as pessoas homossexuais eram "hermafroditas psicológicos/as" e chamou-lhes o "terceiro sexo".
Embora a ideia de Ulrichs tenha sido usada pela classe médica para apontar os "Urnings" como doentes, Hirschfeld recuperou-a durante algum tempo graças à sua reputação de investigador pioneiro. Mas a recuperação temporária da imagem dos homossexuais foi-se quando Hirschfeld foi acusado de vender patentes de remédios inúteis e de extorquir dinheiro a homossexuais alemães “no armário” para financiar a sua causa. Hirschfeld publicou também teorias hormonais da homossexualidade, o que levou a que outros tentassem “curar” a homossexualidade através de injecção de hormonas nos "doentes".

### Rebelião de Stonewall (1969)
Na noite de 28 de junho de 1969 uma rusga habitual no Stonewall Inn, um bar gay em Nova Iorque – que, por sê-lo, era alvo frequente de acções policiais em que o comportamento dos agentes era sempre verbalmente agressivo – não acabou como as outras. Uma mulher resistiu à detenção e as cerca de duzentas pessoas que esperavam à porta do Stonewall (o bar havia sido esvaziado pela polícia) responderam a um grito de denúncia de "violência policial!" atirando garrafas, pedras e moedas contra os agentes. Como era sábado à noite e o Stonewall Inn ficava em Greenwich Village, uma zona de Nova Iorque que corresponde ao Bairro Alto enquanto zona de vida noturna, rapidamente duplicou o número de pessoas envolvidas no protesto.
Os agentes da polícia refugiaram-se no bar, barricando-se, e só não houve tiroteio porque no momento em que um dos agentes ia disparar através de uma janela se ouviram as sirenes dos carros da polícia que traziam reforços para tentar controlar os protestos. Nas três noites seguintes houve mais manifestações na Christopher Street, a rua onde ficava o Stonewall Inn (que, apesar de ter ficado destruído, foi limpo e arrumado e abriu novamente na noite de 29 de junho), tendo essas noites ficado na memória das pessoas.
Os motins da Christopher Street não foram, contudo, os primeiros protestos e gestos de desobediência civil. Já em 1961 tinha havido um protesto à porta de esquadra que durou um par de dias. A multidão exigia a libertação de dois detidos (durante uma rusga num bar gay) e ameaçava invadir a esquadra se a polícia não conseguisse provar que os detidos se encontravam bem.
Antes desta altura as únicas ações levadas a cabo em defesa dos direitos dos gays e das lésbicas (na altura ainda não existia consciência de que muitos dos problemas que afetam bissexuais e transgêneros são comuns aos dos gays e das lésbica) eram acções de organizações conservadoras, que defendiam uma imitação acrítica dos modelos heterossexistas patriarcais. Nos Estados Unidos a mais famosa foi a Matachine Society e na Europa foi a francesa Arcadie (esta mais virada para o meio académico e artístico que para o público e a classe política).[carece de fontes?]

### Movimentos LGBT (anos 1970 - presente)

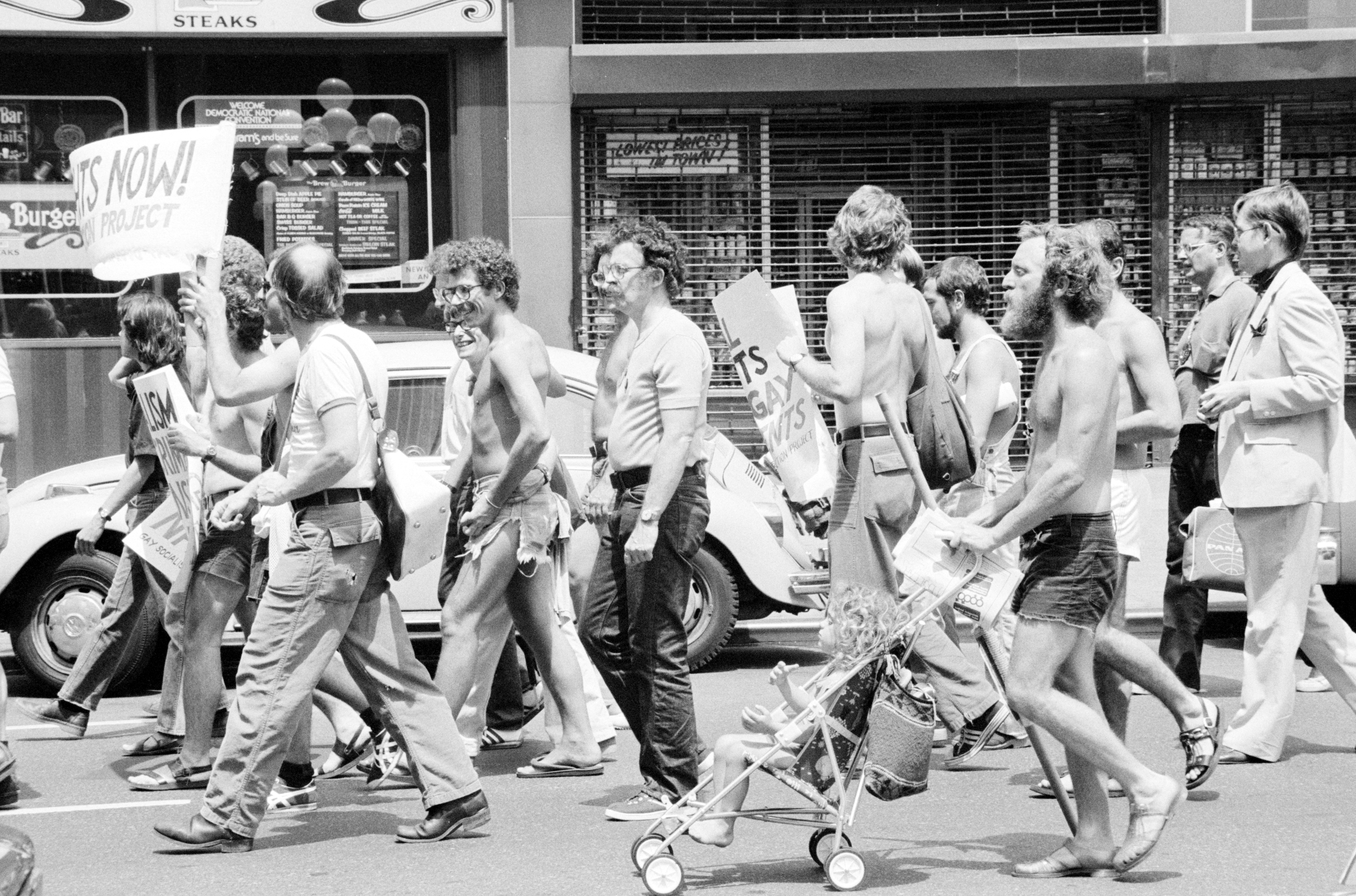
Protestos à favor dos direitos dos homossexuais em Nova Iorque, em 1976.

O movimento tal como o conhecemos hoje, com ONGs e campanhas de (in)formação do público, desenvolveu as suas linhas ideológicas orientadoras durante a década de 1970 (a época da teorização da Revolução Sexual, do ambiente andrógino e bissexual do glam rock, da celebração do indivíduo e da análise epidemiológica dos primeiros casos de SIDA – na altura, o "cancro gay").
Devido à imagem de "origem da doença" e de "ameaça à saúde pública" o movimento LGBT viu-se activamente envolvido nas organizações de apoio às vítimas do SIDA (até porque, devido às políticas seguidas pelas administrações Reagan, o grosso das vítimas era, ainda, composto de homossexuais).

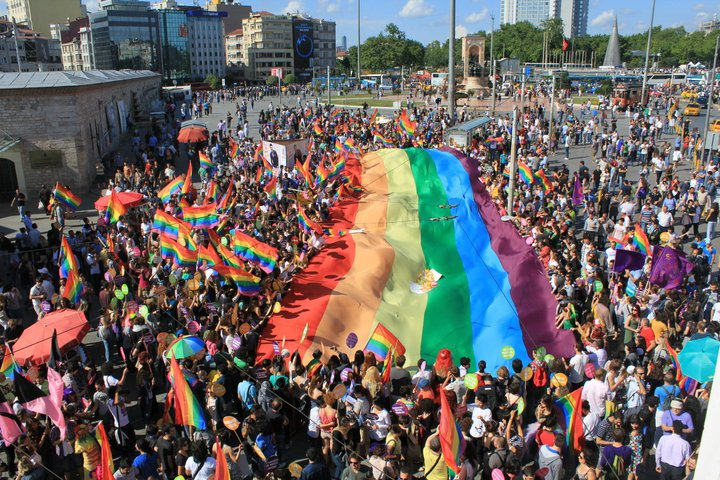
Marcha LGBT na Praça Taksim, Istambul, Turquia

A experiência do combate à SIDA permitiu ao movimento desenvolver as capacidades organizativas e de gestão de ONGs, bem como de organização de campanhas de massas, tendo a luta contra a SIDA servido, inadvertidamente, de escola para a criação de associações LGBT.
Na década de 1990, nos países onde a epidemia da SIDA parecia estar controlada e o público informado, assistiu-se a uma série de campanhas que resultaram em aprovação de legislação antidiscriminação e mudanças de mentalidades. Assim, se é um facto que a homofobia ainda grassa, também é verdade que foram eleitas ou nomeadas pessoas assumidamente LGBT para cargos públicos/políticos e que a homossexualidade deixou de ser um assunto proibido para passar a ser uma realidade abordada em filmes, novelas, telejornais, nos demais programas de televisão e em salas de aula.
A partir de novembro de 2018 o ensino de temáticas LGBT é obrigatório nas escolas da Escócia, país parte do Reino Unido, medida tomada visando o combate da homofobia, bifobia e transfobia, além do ensino da história destes movimentos. A Escócia foi o primeiro país do mundo a tornar temáticas LGBT parte do currículo de escolas públicas.